# Batalha de Singara
A Batalha de Singara foi travada em 344 entre as forças romanas e sassânidas. Os romanos foram liderados pessoalmente pelo imperador Constâncio II, enquanto que o exército persa foi liderado pelo xá Sapor II. É a única batalha (de nove) de cujos detalhes foram preservados na íntegra em um conflito de mais de vinte anos, marcada principalmente por um cerco indecisivo.  Por mais que o efetivo persa tenha prevalecido no campo de batalha, os dois lados sofreram pesadas baixas. 

## Contexto
Quando Sapor II, que ascendeu ao domínio do Império Sassânida em 309, atingiu a maioridade e assumiu a administração de seu reino, dedicou-se a uma missão ao longo da vida de restaurar o poder militar de seu país e vingar-se de suas derrotas recentemente sofridas contra romanos e sarracenos. Depois de subjugar completamente a rebelião dos árabes lacmidas no sul, ele dirigiu sua atenção para Roma, seu principal inimigo, em 337. O saque de uma cidade sassânida e a deportação de sua população podem ter levado à intervenção de Sapor II. Ele começou recapturando a Armênia e depois avançou em sua primeira campanha contra Constâncio II no ano seguinte. Entretanto, as linhas defensivas romanas resistiram, e as forças persas fizeram um progresso limitado.

## Batalha
Em 344, Sapor criou um exército que incluía arqueiros montados e desmontados, cavalaria regular, catafractários, fundibulários e hoplitas. A preparação de um exército tão grande não passou despercebida pelo imperador romano, uma vez que seus espiões o informaram de todos os movimentos dos sassânidas.
Os romanos retiraram suas tropas da fronteira do rio Tigre, e as forças persas, subsequentemente, cruzaram-na. A tática de Sapor era desgastar as forças romanas com uma longa marcha nas horas quentes do dia antes de enfrentá-las com seus arqueiros e catafractários. Assim, quando os dois exércitos ficaram cara a cara, a cavalaria persa fingiu debandar, e os romanos superconfiantes os perseguiram por mais de 18 quilômetros, chegando a Singara, ao passo que os sassânidas cortaram as linhas de comunicação deles.
Quando a cavalaria persa alcançou uma posição mais alta durante sua retirada, eles pararam e atiraram flechas nas forças romanas, que provavelmente usavam a formação “em tartaruga” para resistir às flechas do inimigo. O exército romano havia incluído em suas fileiras unidades de elite: portadores de maças treinados para lutar contra a cavalaria pesada sassânida. Perto de anoitecer, as forças romanas chegaram ao acampamento persa e engajaram as tropas persas - embora Constâncio pedisse em vão que parassem. A tática dos portadores de maça era eficaz e simples, na qual cada um deles tinha que atacar os cavaleiros à sua frente com o intuito de desviar ou aparar a lança de seu inimigo e acertar o cavaleiro para derrubá-lo da montaria. Quando Sapor percebeu que os romanos haviam trazido um exército enorme o qual superava suas próprias forças, ele decidiu partir para o Tigre e ou deixar seu filho no comando, ou abandonar o exército sassânida.
As tropas romanas esmagaram as defesas do acampamento persa, infligiram baixas pesadas, capturaram o filho de Sapor e o torturaram até a morte. No entanto, as forças romanas dentro do acampamento persa cometeram um erro quando usaram tochas para iluminar o caminho. Enquanto os exaustos soldados romanos se recuperavam, as tropas sassânidas, orientadas pelas luzes das tochas, dispararam repentinamente uma barragem mortal de mísseis de alta precisão e lançaram um contra-ataque geral que infligiu baixas maciças às tropas romanas, que não conseguiram resistir.

## Eventos posteriores
A morte do filho de Sapor não facilitou uma solução amigável do conflito, e a guerra se arrastou vários anos depois. Sapor, apesar da extensão de sua vitória, mostrou-se incapaz de utilizar o evento para qualquer outra vantagem. Dois anos depois, ele ficou ocupado com outro cerco em Nísibis, mas foi novamente repelido por perdas. Posteriormente, também se viu obrigado a interromper a guerra para enfrentar a ameaça de invasões bárbaras nômades em Sogdiana, no extremo leste. A guerra recomeçou em 359, mas terminou sem resultado conclusivo. Em 363, recrudesceu-se energicamente por Juliano, o qual sofreu uma derrota decisiva e morreu devido aos ferimentos dessa batalha. Seu sucessor, Joviano, foi forçado a ceder um extenso território romano no Tratado de Dura, e assim as ambições de Sapor foram finalmente realizadas.[carece de fontes?]